# Monfirre

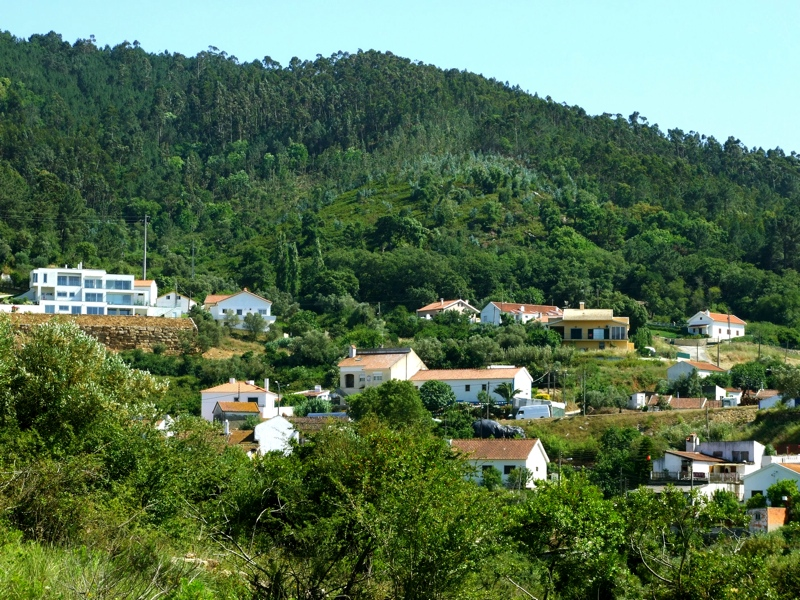
Vista de parte da Aldeia

Monfirre é uma aldeia portuguesa na antiga freguesia de Santo Estêvão das Galés, Município de Mafra. Fez parte do extinto concelho dos Olivais e do concelho de Loures.
A aldeia localiza-se a cerca de 20 km a norte-noroeste de Lisboa e a cerca de 10 km da Malveira e é servida pela estrada Municipal CM1205. Situa-se numa das regiões mais acidentadas do Município de Mafra, o vale onde se localiza é rodeado pela Serra de Monfirre (onde predomina o eucalipto) e pelo monte das Lapas.
Estima-se que a aldeia tenha mais de dois mil anos, uma vez que foi encontrado um túmulo romano que atesta essa idade.
Existem na aldeia vários negócios familiares, focando-se as actividades na agricultura, restauração, transformação de pedra e restauração de móveis.
Existe um Grupo Desportivo e Recreativo que anualmente celebra o Santo António realizando uma festa junto ao Santuário de Nossa Senhora de Fátima, no centro da aldeia.  O início da celebrações deu-se há cerca de 20 anos, tendo sido interrompido durante de um período 15 anos.